# Pułk pułkownika Wilgi
Pułk pułkownika Wilgi - oddział jazdy Armii Koronnej.

## Struktura organizacyjna
Pancerni
- jedna chorągiew – 100 koni

Jazda lekka
- jedna chorągiew – 100 koni
- jedna chorągiew – 80 koni
- cztery chorągwie po 70 koni
- trzy chorągwie po 60 koni

Razem w pułku: 10 chorągwi; 740 koni